# Put Your Hands Where My Eyes Could See
Put Your Hands Where My Eyes Could See è un singolo del rapper statunitense Busta Rhymes, pubblicato nel 1997 ed estratto dall'album When Disaster Strikes.

## Il brano
Il brano contiene un sample tratto da un'altra canzone, ovvero Sweet Green Fields del duo Seals and Crofts (1976).

## Video
Il videoclip della canzone, diretto da Hype Williams, rende omaggio al film Il principe cerca moglie (1988).